# Franz Josef Remigius Bossart

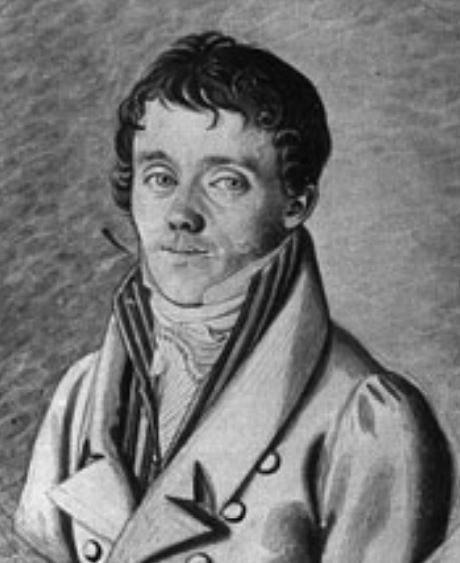
Porträtzeichnung von F. J. R. Bossart (undatiert)

Franz Josef Remigius Bossart, auch Franz Josef Remigius Bossard (* 17. März 1777 in Baar, Kanton Zug; † 26. Juli 1853 ebenda), war ein Schweizer Orgelbauer.

## Leben und Werk

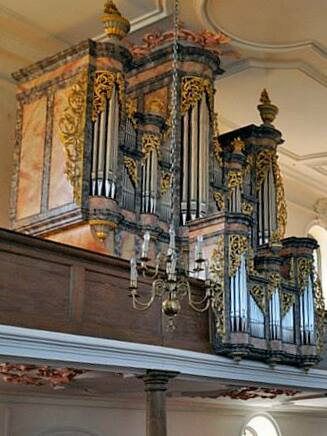
Die Bossart-Orgel in der reformierten Kirche Bad Zurzach

Franz Josef Remigius Bossart entstammte einer Orgelbauerfamilie, die vor ihm bereits vier Orgelbaumeister aufzuweisen hatte. Er war der einzige Sohn des Orgelbauers Carl Josef Maria Bossart (1736–1795). Als sein Vater mit 58 Jahren gestorben war, vollendete Bossart als junger Mann dessen letzte Werke und führte den Familienbetrieb weiter. Er half beim Umbau unter anderem der Orgeln des Berner Münsters, der Zürcher Augustinerkirche und zweier Orgeln der Klosterkirche Muri. In Zurzach errichtete er 1819/1820 für das Verenamünster eine Orgel, die heute in der evangelisch-reformierten Kirche in Zurzach steht. Einer seiner Vorfahren war Chorherr im St. Verenastift, dessen Epitaph befindet sich im Verenamünster.
Franz Josef Remigius Bossart starb am 26. Juli 1853 im Alter von 76 Jahren in seinem Geburtsort Baar. Da seine Söhne andere Berufe gewählt hatten, endete mit ihm die Geschichte der Orgelbauerdynastie Bossart. 
Das von ihm auf der väterlichen Liegenschaft an der Leihgasse 28 in Baar im Jahr 1801 errichtete Wohnhaus ist erhalten und wird in Band 93 der Buchreihe Die Kunstdenkmäler der Schweiz beschrieben. Die Orgelbauwerkstatt war «mit Scheune und Trotte unter einem Dach untergebracht». Von der ehemaligen Ausstattung des Hauses ist bekannt, dass darin unter anderem Ölgemälde mit Porträts von F. R. J. Bossart und seiner Ehefrau Katharina Hedinger (1781–1815) sowie ein Ölporträt seines Grossvaters Viktor Ferdinand Bossart (1699–1772) vorhanden waren.